# 海因茨·韦威尔斯
海因茨·韦威尔斯（德語：Heinz Wewers，1927年7月27日—2008年8月29日），德国男子足球运动员，场上位置是后卫。他曾代表西德国家队参加1958年国际足联世界杯，结果队伍获得第四名。